# Émile Gaboriau
Émile Gaboriau [ejtsd: gaborió] (Saujon, 1835. november 9. – Párizs, 1873. szeptember 28.) francia regény- és újságíró, a detektívregény megteremtője. Az általa alkotott Lecoq nyomozó alakja Arthur Conan Doyle-t ihlette meg Sherlock Holmes karakterének létrehozásában. Nagy hatással volt rá Edgar Allan Poe.

## Élete
Apja Charles Gaboriau, földbirtok- és adónyilvántartási hivatalnok, édesanyja Stéphanie Magistel volt. Saujonban született, de különös gyermekkora volt, miután apja hivatalbeli áthelyezései miatt sokat költözködtek. Saujon után laktak Saint-Pierre-d’Oléronban, majd La Rochelle-ben – ahol húga, Amélie született –, Tarasconban és Saumurben. Tanulmányai kevéssé érdekelték, sok nehézséget kellett leküzdenie, s így miután tanult a tarasconi iskolában, majd Aix-en-Provence bentlakásos kis szemináriumában és a saumuri kollégiumban, végül is nem tette le az érettségit sem. 
Sokféle kereső foglalkozásban próbálta ki magát, volt ügyvédbojtár, Afrikában huszár, lóistálló vezetője. Anyja halála után, 1851-ben hét évre bevonult a katonai lovassághoz, de 1853-ban felmondta a szerződését. Rövid jegyzői munkakör betöltése után, 1855-ben Párizsban próbált szerencsét, ahol ismét különféle tevékenységeket folytatott. Egy szállító cégnél, majd egy angol vegyésznél dolgozott, ezután egy bíró titkáraként latin órákat tartott, és folytatta jogi és orvosi tanulmányait. 1858-tól különböző újságokban tett közzé cikkeket megélhetése érdekében. Az írói pályán a Le Figaroban megjelent humorisztikus rajzolataival jelentkezett, első ismertségét e téren szerezte. Paul Féval író titkáraként ismerte meg alaposan az újságírás és írás mesterségét. A Les mystères de Londres (A londoni rejtélyek) írójának is köszönhető, hogy már ismert íróként 1866-ban a francia „Société des gens de lettres” (Irodalmárok Társasága) elfogadta jelentkezését, s tagjává válhatott.
A L'Affaire Lerouge (A Lerouge-ügy) – amely ugyan nem az első regénye volt, ugyanis korábban írta a La Marquise de Brinvilliers (Brainvillers márkinő) (1861) és Les Petites Ouvrières (Kis munkásnők) (1863) műveit –, először különösebb feltűnés nélkül, sorozatként jelent meg 1865-ben a La Pays hasábjain, majd 1866-ban nagyon népszerűvé vált, amikor a Le Soleil újságban, majd a Le Petit Journal című folyóiratban is közzétették.
Moïse Polydore Millaud-val, a Le Petit Journal – ahogy nevezték, az „egysou-s napilap” – alapító igazgatójával létrejött jó együttműködése lehetővé tette, hogy a reklám gépezetét saját sikerei szolgálatába állítsa. Első bűnügyi regényében a szerző a Tirauclair („Tisztázó”) néven ismert Tabaret atyát állítja a középpontba, és itt hozza először színre Lecoq biztonsági tisztet, aki a következő regényeinek főszereplője lesz. A valóságos nyomozó Eugène-François Vidocq, Párizs biztonsági főnöke is valamelyest megjelenik a karakterben, ő a leleményes nyomozó modellje, aki rendkívüli deduktív képességeivel oldja meg a rejtélyeket, hasonlóan Edgar Allan Poe Chevalier Dupinjéhez. De például Sherlock Holmesszal ellentétben Lecoq vizsgálatai reálisabb módszereken alapulnak, közelebb állnak az akkori rendőrségi nyomozási technikák fejlődési fokához. Ezen felül Gaboriau detektívregényei naturalisztikusabban és mélyebben ábrázolják a társadalmi viszonyokat, intrikákat is. E vonatkozásban később is jelentős volt Gaboriau hatása a francia detektívregényre. Nagyon finomak és mélyek pszichológiai elemzései (Le Crime d'Orcival), amelyek még Georges Simenont is inspirálták.
A L'Affaire Lerouge (A Lerouge-ügy) sikere után Gaborau tárcaíróként dolgozott a Le Petit Journalnál. Az itt folytatásokban megjelent történeteit Edouard Dentu adta ki kötet formában. 1872-ben Jules-Émile-Baptiste Holsteinnel egy színművet is írt a L'Affaire Lerouge alapján.
A törékeny egészségi állapotú Gaboriau-t tüdőgyulladás vitte el 1871. szeptember 28–29-én éjjel. Jonzacban temették el, ahol nyugdíjas apja élt. A város Sauveterre néven meg is jelenik művében.

## Művei

### Humorisztikus művek
- Les cotillons célèbres (Híres szoknyák), 1860/61
- Les comédiennes adorées (A csodált színésznők), 1863
- Le treizième hussards (A tizenharmadik huszár), 1861
- Les gens de bureau (Hivatalnokok), 1863

### Bűnügyi regényei
- L'affaire Lerouge (A Lerouge-ügy), 1866
- Le dossier No. 113 (A 113-as dosszié), 1867
- Le crime d'Orcival (Az orcivali bűntény), 1867
- Monsieur Lecoq (Lecoq úr), 1869
- Les esclaves de Paris (Párizs rabjai /szolgái/), 1869
- La vie infernale (Pokoli élet), 1870
- La clique dorée (Az arany bandája), 1871
- La corde au cou (Nyakán a kötél), 1873
- L'argent des autres (A mások pénze), 1874
- La dégringolade (A bukfenc) 1876; illusztrálva 1885

## Magyarul megjelent művei
- Páris rabjai. Regény, 1-6.; ford. Mártonffy Frigyes; Kertész J., Pest, 1869 (Szépirodalmi Csarnok)
- Egy herczegi család titka. Regény, 1-3.; ford. Mártonffy Frigyes; Ráth, Pest, 1869 (Gaboriau Emil: Páris rabjai)
- Pokoli élet. Regény; ford. Beniczky Irma; In: Új regélő, 1. évf. (1870)
- Lecoq úr. Regény, 1-3.; ford. Mártonffy Frigyes; Kertész J., Pest, 1870 (Szépirodalmi Csarnok)
- Lecoq úr Orcivalban. Regény, 1-2.; ford. Pogonyi báró Egloffstein Amália; Kertész J., Pest, 1870 (Szépirodalmi Csarnok)
- Egy úri társaság. Regény, 1-3.; Athenaeum, Pest, 1870
- A 113. számú percsomó. Regény, 1-2.; ford. Mártonffy Frigyes; Tettel, Pest, 1872
- A bukfencz. Regény; ford. Mártonffy Frigyes; Friebeisz, Pest, 1873 (Szépirodalmi Csarnok)
- A Lerouge ügy ford. Gortvay Bertalan; Király, Bp., 1874
- Szerelem és bosszú. Regény, 1-2.; ford. Mártonffy Frigyes; Friebeisz, Pest, 1874
- Párisi jómadarak. Regény, 1-3.; ford. Till Mihály; Scultéty, Bp., 1875
- A mások pénze. Regény, 1-2.; ford. Zichy Camilla; Franklin, Bp., 1875
- Más pénzén. Regény, 1-2.; Friebeisz, Bp., 1875
- A rendőr leánya. Regény, 1-2. Emil Gaboriau hátrahagyott jegyzetei után; ford. Ilona; Milassin, Bp., 1886
- A sárga veszedelem. Regény; Rákosi, Bp., 1908
- Sárga veszedelem. Amerikai kalandos regény / A 113-as percsomó; ford. Esty Jánosné; Hajnal, Bp., 1921 (Vadászat az emberre)
- A bűn forgatagában. Detektívregény; ford. Esty Jánosné; Tolnai, Bp., 1925 (Tolnai Regénytára)
- Régi bűnök; Hellas Ny., Bp., 1928 (Érdekes Regények)
- Ütött az utolsó óra. Regény, 1-2.; Hellas Ny., Bp., 1928 (Mindnyájunk Lapja Regénytára)
- A 113-as percsomó. Bűnügyi regény; ford. Kosáryné Réz Lola; Palladis, Bp., 1928
- A mester-detektív. Bűnügyi regény, 1-2.; ford. Kosáryné Réz Lola; Palladis, Bp., 1928
- Egy asszony miatt. Regény; ford. Bárd Imre; Tolnai, Bp., 1930 (Tolnai Regénytára)
- Az orcivali bűntett. Bűnügyi regény; ford. Fónyi Antónia; Európa, Bp., 1966
- A 113. számú ügyirat. Bűnügyi regény; ford. Wessely László; Európa, Bp., 1971
- A Lerouge-ügy; ford. Wessely László, Európa, Bp., 1972
- Nyakán a hurok; ford. Farkas Márta; Európa, Bp., 1982

## Fordítás
Ez a szócikk részben vagy egészben  az   Émile Gaboriau című francia Wikipédia-szócikk ezen változatának fordításán alapul.  Az eredeti cikk szerkesztőit annak laptörténete sorolja fel. Ez a jelzés csupán a megfogalmazás eredetét és a szerzői jogokat jelzi, nem szolgál a cikkben szereplő információk forrásmegjelöléseként.